# Dizin

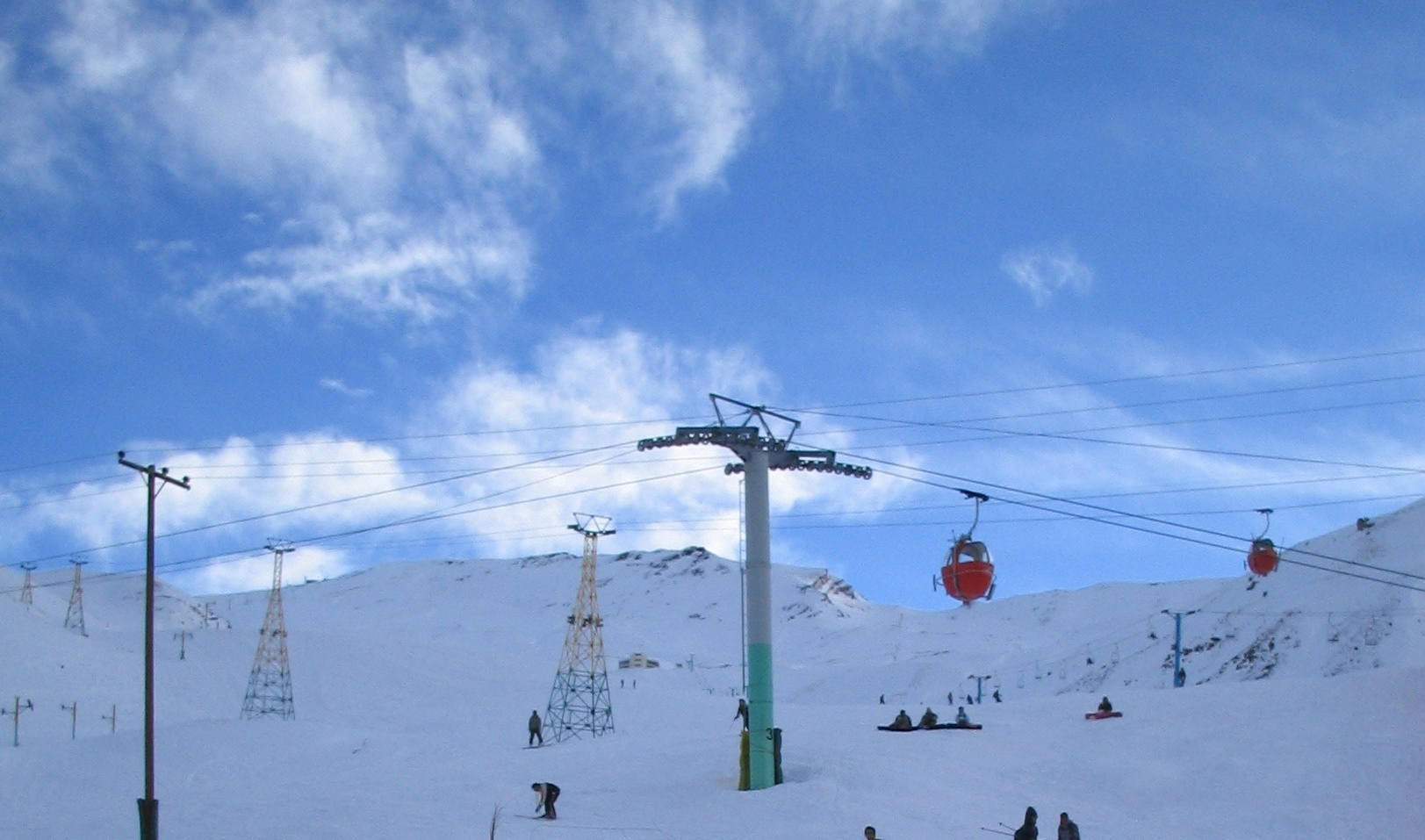
Dizin

Dizin är en skidort i Iran belägen i Alborzbergen ca 60 km fågelvägen norr om Teheran och ca 2-3 timmars bilfärd beroende på väg från Teheran.
Skidorten öppnade 1969 och har 3 kabinliftar, 2 sittliftar och 5 släpliftar i funktion  (2005). Toppen på anläggningen är på 3600 meter och dalstationen ligger på 2650 meter.
Närmaste skidort med bara en bergskam mellan är Shemshak.

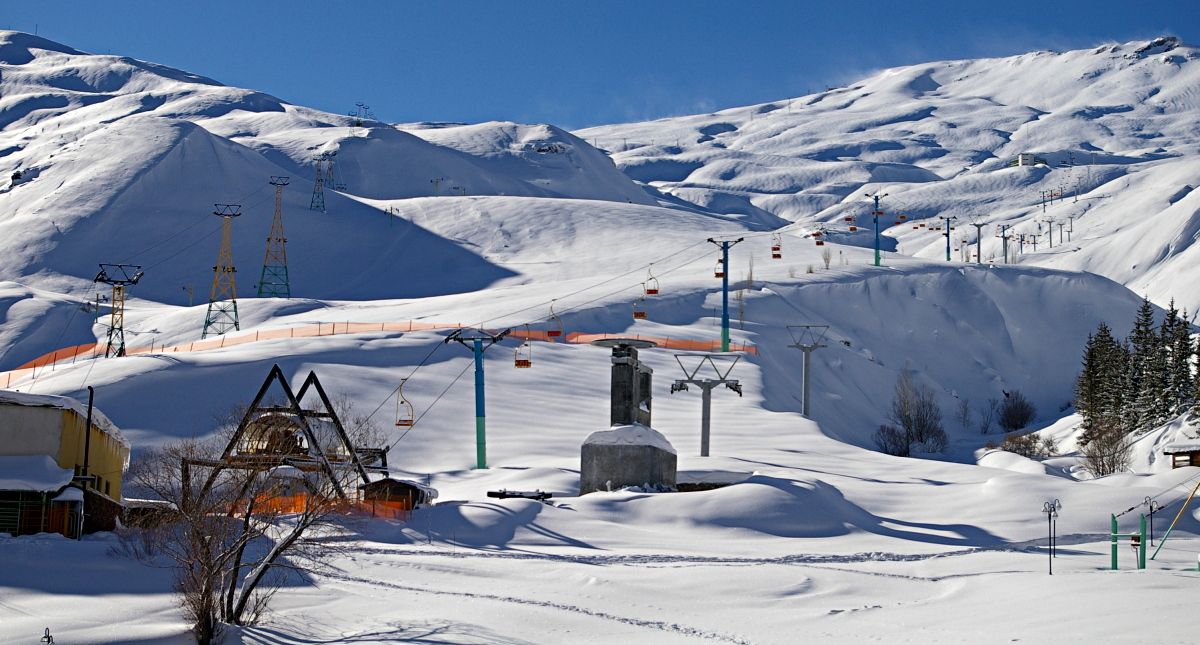
Dizin hotell

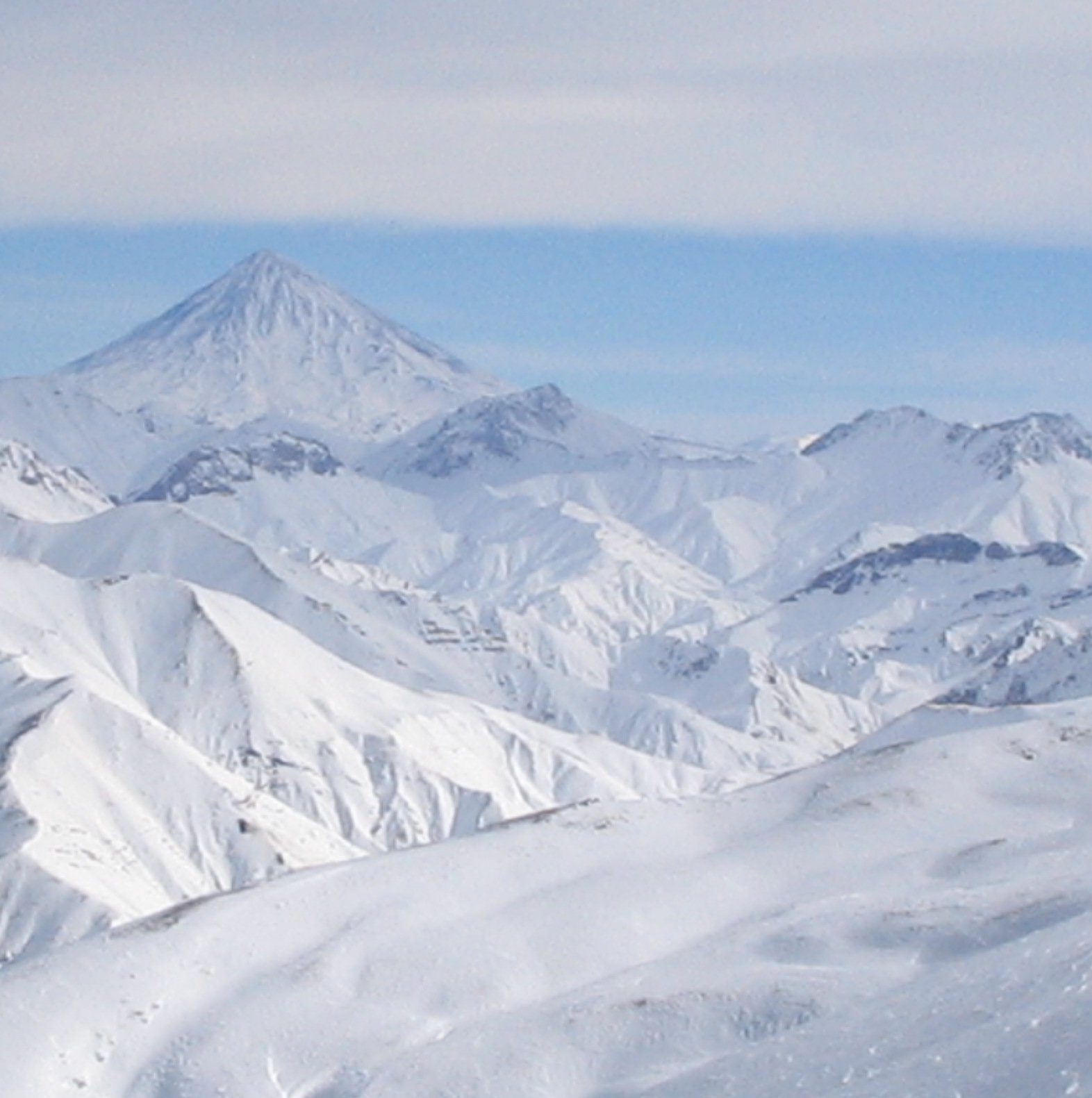
Damavand från Dizin